# Barbara Uszczyńska-Ratajczak
Barbara Uszczyńska-Ratajczak – biolog obliczeniowa, specjalizująca się w identyfikacji i funkcjonalnej charakterystyce długich niekodujących RNA w genomach kręgowców. Od 2021 r. jest kierownikiem Zakładu Biologii Obliczeniowej Niekodującego RNA (cobRNA Lab) w poznańskim Instytucie Chemii Bioorganicznej PAN.
Uzystała dwa tytuły magistra: biotechnologii na Wydziale Chemicznym Politechniki Wrocławskiej oraz bioinformatyki na Wydziale Biologii Uniwersytetu im. Adama Mickiewicza w Poznaniu. W 2013 r. w IChB PAN uzyskała stopień doktora nauk chemicznych na podstawie rozprawy pt. „Optymalizacja ścieżek analizy niestandardowych danych uzyskiwanych przy użyciu mikromacierzy DNA”, której promotorem był prof. Piotr Kozłowski. Habilitowała się w 2021 r., również w IChB PAN, na podstawie pracy pt. „Genomiczna charakterystyka długich niekodujących RNA w genomach człowieka i myszy”.
Od 2013 roku jest członkiem międzynarodowego konsorcjum GENCODE. Jej badania przyczyniły się do opracowania metod identyfikacji transkryptów w skali całych genomów. Jej prace ukazały się m.in. w czasopismach naukowych z grupy Nature. Jest laureatką stypendium MNiSW dla wybitnych młodych naukowców i Nagrody L’Oréal-UNESCO dla Kobiet i Nauki.

## Projekty badawcze
Kierowane projekty badacze finansowane przez Narodowe Centrum Nauki:
- Principles of mitochondrial protein compartmentalization in vertebrates (POLONEZ 3, 2017–2019)
- Identyfikacja nowych, długich niekodujących RNA u Danio pręgowanego, czyli rzucanie nowego światła na ciemną materię genomu (OPUS 16, 2019–2023)
- Funkcjonalne czy niefunkcjonalne? Analiza pozycyjnie zachowanych ortologów długich niekodujących RNA w genomach kręgowców w rozdzielczości subkomórkowej (SONATA BIS 11, od 2022)
- Skocz do akcji z hukiem: Badanie zasad importu długiego niekodującego RNA do mitochondriów i jego biologicznego znaczenia (OPUS 27, od 2025)

## Wybrane publikacje
- Julien Lagarde, Barbara Uszczynska-Ratajczak, Javier Santoyo-Lopez, Jose Manuel Gonzalez, Electra Tapanari, Jonathan M. Mudge, Charles A. Steward, Laurens Wilming, Andrea Tanzer, Cédric Howald, Jacqueline Chrast, Alicia Vela-Boza, Antonio Rueda, Francisco J. Lopez-Domingo, Joaquin Dopazo, Alexandre Reymond, Roderic Guigó(inne języki), Jennifer Harrow(inne języki), Extension of human lncRNA transcripts by RACE coupled with long-read high-throughput sequencing (RACE-Seq), „Nature Communications”, 7 (1), 2016, DOI: 10.1038/ncomms12339, PMID: 27531712, PMCID: PMC4992054 [dostęp 2024-05-31] (ang.).
- Julien Lagarde, Barbara Uszczynska-Ratajczak, Silvia Carbonell, Sílvia Pérez-Lluch, Amaya Abad, Carrie Davis, Thomas R. Gingeras, Adam Frankish, Jennifer Harrow, Roderic Guigó(inne języki), Rory Johnson(inne języki), High-throughput annotation of full-length long noncoding RNAs with capture long-read sequencing, „Nature Genetics”, 49 (12), 2017, s. 1731–1740, DOI: 10.1038/ng.3988, PMID: 29106417, PMCID: PMC5709232 [dostęp 2024-05-31] (ang.).
- Barbara Uszczynska-Ratajczak, Julien Lagarde, Adam Frankish, Roderic Guigó, Rory Johnson(inne języki), Towards a complete map of the human long non-coding RNA transcriptome, „Nature Reviews Genetics”, 19 (9), 2018, s. 535–548, DOI: 10.1038/s41576-018-0017-y, PMID: 29795125, PMCID: PMC6451964 [dostęp 2024-05-31] (ang.).
- The ENCODE Project Consortium i inni, Perspectives on ENCODE, „Nature”, 583 (7818), 2020, s. 693–698, DOI: 10.1038/s41586-020-2449-8, PMID: 32728248, PMCID: PMC7410827 [dostęp 2024-05-31] (ang.).
- The ENCODE Project Consortium i inni, Expanded encyclopaedias of DNA elements in the human and mouse genomes, „Nature”, 583 (7818), 2020, s. 699–710, DOI: 10.1038/s41586-020-2493-4, PMID: 32728249, PMCID: PMC7410828 [dostęp 2024-05-31] (ang.).
- Sílvia Carbonell-Sala i inni, CapTrap-seq: a platform-agnostic and quantitative approach for high-fidelity full-length RNA sequencing, „Nature Communications”, 15 (1), 2024, DOI: 10.1038/s41467-024-49523-3, PMID: 38937428, PMCID: PMC11211341 [dostęp 2024-11-15] (ang.).